# Малые Луги
 Малые Луги  — деревня в Тоншаевском муниципальном округе Нижегородской области.

## География
Деревня находится в северо-восточной части Нижегородской области, на расстоянии приблизительно 2 километра по прямой на восток от посёлка Тоншаево, административного центра района.

## Население
Постоянное население составляло 44 человека (русские 96 %) в 2002 году, 38 в 2010.

## История
Основана в начале XIX века Иудой Втюриным из рода выходцев из Орловского уезда Вятской губернии. До 2020 года входила в состав городского поселения Рабочий посёлок Тоншаево до его упразднения.